# Gabriela (film 1983)
Gabriela (Gabriela, cravo e canela) è un film del 1983 diretto da Bruno Barreto e per protagonisti Marcello Mastroianni e Sônia Braga, liberamente tratto dal romanzo Gabriella, garofano e cannella di Jorge Amado.

## Trama
Ilhéus, stato brasiliano di Bahia, 1925. Nacib Saad, detto "il turco", di padre arabo e madre italiana originaria di Napoli, è il proprietario e gestore del bar Vesuvio il quale, un giorno, viene a sapere del tutto casualmente che il colonnello Jesuino Mendonça ha ucciso a revolverate sua moglie, dona Sinhazinha Guedes Mendonça, ed il suo amante, il dentista Osmundo Pimentel.
Nacib ha anche un altro problema, stavolta personale: è rimasto improvvisamente senza cuoca. Così finisce per portarsi a casa, come domestica, Gabriela, incontrata casualmente, tutta sporca di fango, al "mercato degli schiavi". Presto però, se n'innamora e se la sposa, producendo, su interessamento dell'avvocato Tonico Bastos, documenti falsi dal momento che la fidanzata è senza famiglia e senza patria. I due si amano passionalmente ed istintivamente, anche se le diverse origini ed estrazioni socioculturali comportano cambiamenti di vita e d'abitudini per entrambi.
Un giorno, Nacib sorprende la moglie tra le braccia di Tonico: secondo la legge brasiliana potrebbe ucciderla ma, consigliato dagli amici, se ne separa dopo la dichiarazione di annullamento di matrimonio per errore di persona. I due però, pur vivendo separati, non si rassegnano: è lei che prende l'iniziativa e lui la riaccetta. E tutto ricomincia daccapo, come prima del matrimonio.

## Produzione
Contrastanti le dichiarazioni di Mastroianni in merito. Prima d'iniziare il film, infatti, Marcello comunica ai giornali: «Non prevedo difficoltà a fare questo personaggio: Nacib è arabo, è mediterraneo, quindi molto simile all'italiano. È semplice, vuole vivere, sopravvivere e amare. Ed io mi sento molto vicino a lui [...]. Ho letto il libro e mi è subito piaciuto, ho letto il soggetto e l'ho trovato ottimo, ho conosciuto Barreto e abbiamo subito simpatizzato. Perché non avrei dovuto accettare? Non ho comunque visto Donna Flor e i suoi due mariti, il film di Barreto presentato anche in Italia, ma tutti lo hanno elogiato»..
In seguito, durante una partecipazione televisiva alla trasmissione-contenitore domenicale di RAI 1, Domenica in (edizione 1983-84), a una domanda del conduttore Pippo Baudo a proposito della sua coprotagonista, Sônia Braga, l'attore risponde testualmente «È una "cozza" nera!» Sorpreso e convinto che si tratti di una gaffe, Baudo riprende affettuosamente l'attore, magnificando la Braga quale sex-symbol e diva delle telenovelas, al che Mastroianni rincara la dose e, tentando di riparare con un po' d'umorismo, perfeziona la frase in «Beh, è una BELLA cozza nera!»
Secondo i critici brasiliani il film costò l'equivalente di tre milioni di dollari, dei quali il solo Mastroianni ne avrebbe percepiti 600.000

## Critica
In seguito alla sua prima distribuzione in Brasile, il film scontentò parecchi critici locali benché asserirono che «gli attori non hanno colpa del fallimento». Il noto quotidiano O estado de S. Paolo definì la pellicola «la grande delusione dell'anno», mentre per O Globo le scene d'erotismo erano fin troppo eccessive.. Lo stesso Jorge Amado, dopo aver assistito alla proiezione, pur elogiando simpaticamente gli attori e pronosticando un notevole successo di pubblico, si lamentò del fatto che il personaggio di Nacib Saad fosse stato quasi trasformato in un italiano.